# Оскар Бенітес
О́скар Бені́тес (ісп. Oscar Benítez, нар. 14 січня 1993, Монте-Гранде) — аргентинський футболіст, півзахисник еквадорського клубу «Дельфін».

## Ігрова кар'єра
Народився 14 січня 1993 року в місті Адроге. Вихованець футбольної школи клубу «Ланус». 6 травня 2012 року дебютував в аргентинській Прімері, вийшовши на заміну у другому таймі гостьового матчу проти «Годой-Круса». 1 грудня 2013 року Бенітес забив свій перший гол на вищому рівні, вивівши свою команду вперед у домашньому поєдинку з «Бокой Хуніорс». 22 лютого 2014 року він зробив дубль у домашній грі проти «Велес Сарсфілда».
У складі «Лануса» Оскар Бенітес став у 2013 році володарем Південноамериканського кубка, а в 2014 році грав у Рекопі Південної Америки. У фінальному матчі чемпіонату Аргентини 2016 року проти «Сан-Лоренсо» Бенітес відкрив рахунок у матчі, поклавши початок підсумковому розгрому суперника та завоювання «Ланусом» другого титулу чемпіона Аргентини в його історії.
6 липня 2016 року підписав контракт з португальською «Бенфікою» на п'ять років. З командою відразу став володарем Суперкубка Португалії, проте в заявку на матч не потрапив і вже 1 вересня того ж року був відданий в оренду на сезон в «Брагу».
2017 року повернувся на батьківщину, де також на умовах оренди з «Бенфіки» провів по сезону в «Бока Хуніорс» та «Архентінос Хуніорс», щоправда, в обох командах маючи дуже небагато ігрового часу.
Згодом провів другу половину 2019 року в оренді в мексиканському «Атлетіко Сан-Луїс», після чого 13 січня 2020 року на умовах повноцінного контракту став гравцем еквадорського клубу «Дельфін».

## Досягнення
- Володар Південноамериканського кубка: 2013
- Чемпіон Аргентини: 2016, 2016-17, 2017-18
- Володар Суперкубка Португалії: 2016